# Vernole
Vernole – miejscowość i gmina we Włoszech, w regionie Apulia, w prowincji Lecce.
Według danych na rok 2004 gminę zamieszkiwało 7589 osób, 126,5 os./km².